# Gładkie Upłaziańskie

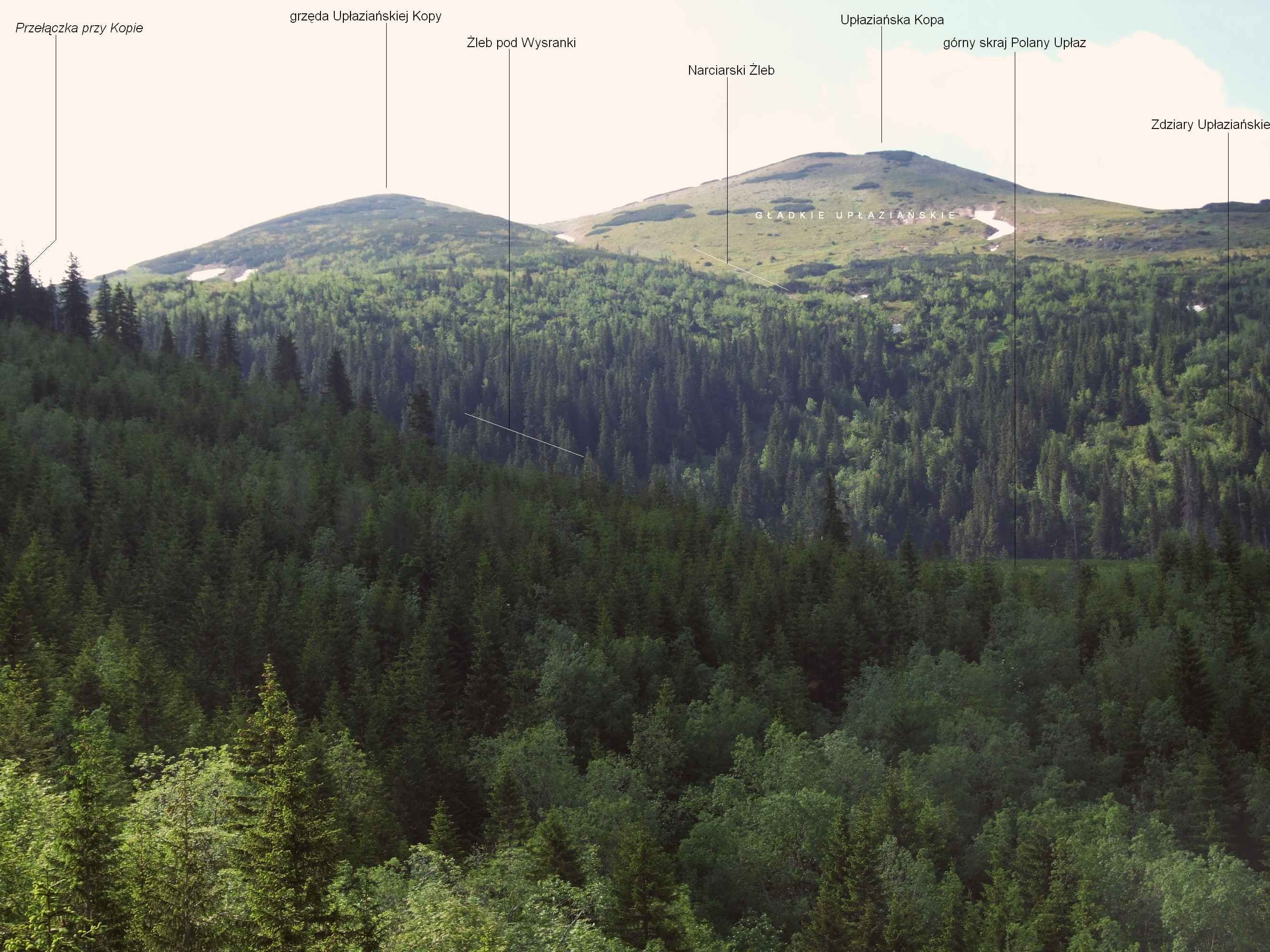
Widok z Upłaziańskiego Wierszyka

Gładkie Upłaziańskie (ok. 1700–1790 m n.p.m.) – północny, trawiasty stok Upłaziańskiej Kopy w długiej północno-zachodniej grani Ciemniaka w polskich Tatrach Zachodnich. Obejmuje dwie jej grzędy opadające w północno-zachodnim kierunku oraz znajdujący się pomiędzy nimi Narciarski Żleb. Dawniej stanowił tereny pastwiskowe Hali Upłaz. Często mylnie nazwę Gładkie Upłaziańskie przesuwano na sam wierzchołek Upłaziańskiej Kopy. W dolnej części Gładkiego (w tzw. Wolarni), po zachodniej stronie Narciarskiego Żlebu znajdują się źródełka. Na wapiennym podłożu występuje tutaj wiele wapieniolubnych, rzadkich gatunków roślin tatrzańskich. M.in. stwierdzono występowanie potrostka alpejskiego i szaroty Hoppego – bardzo rzadkich roślin, w Polsce występujących tylko w Tatrach i to w nielicznych tylko miejscach.
Na Gładkim Upłaziańskim znajduje się najwyżej w Polsce położone stanowisko szafrana spiskiego (1630–1660 m). Po zaprzestaniu wypasu trawiasty obszar hali ciągle zmniejsza się, zarastając kosodrzewiną, stanowisko to jest więc zagrożone.
Poniżej Gładkiego Upłaziańskiego znajdują się dwie jaskinie: Jaskinia Niedźwiedzia Niżnia i Jaskinia Niedźwiedzia Średnia.
Letni szlak turystyczny omija Gładkie Upłaziańskie, prowadzi nim natomiast (granią wschodniej grzędy) szlak zimowy.

## Szlaki turystyczne
– czerwony z Cudakowej Polany przez Adamicę, polanę Upłaz, Chudą Przełączkę i Twardy Grzbiet na Ciemniak.